# Jogo de miniaturas

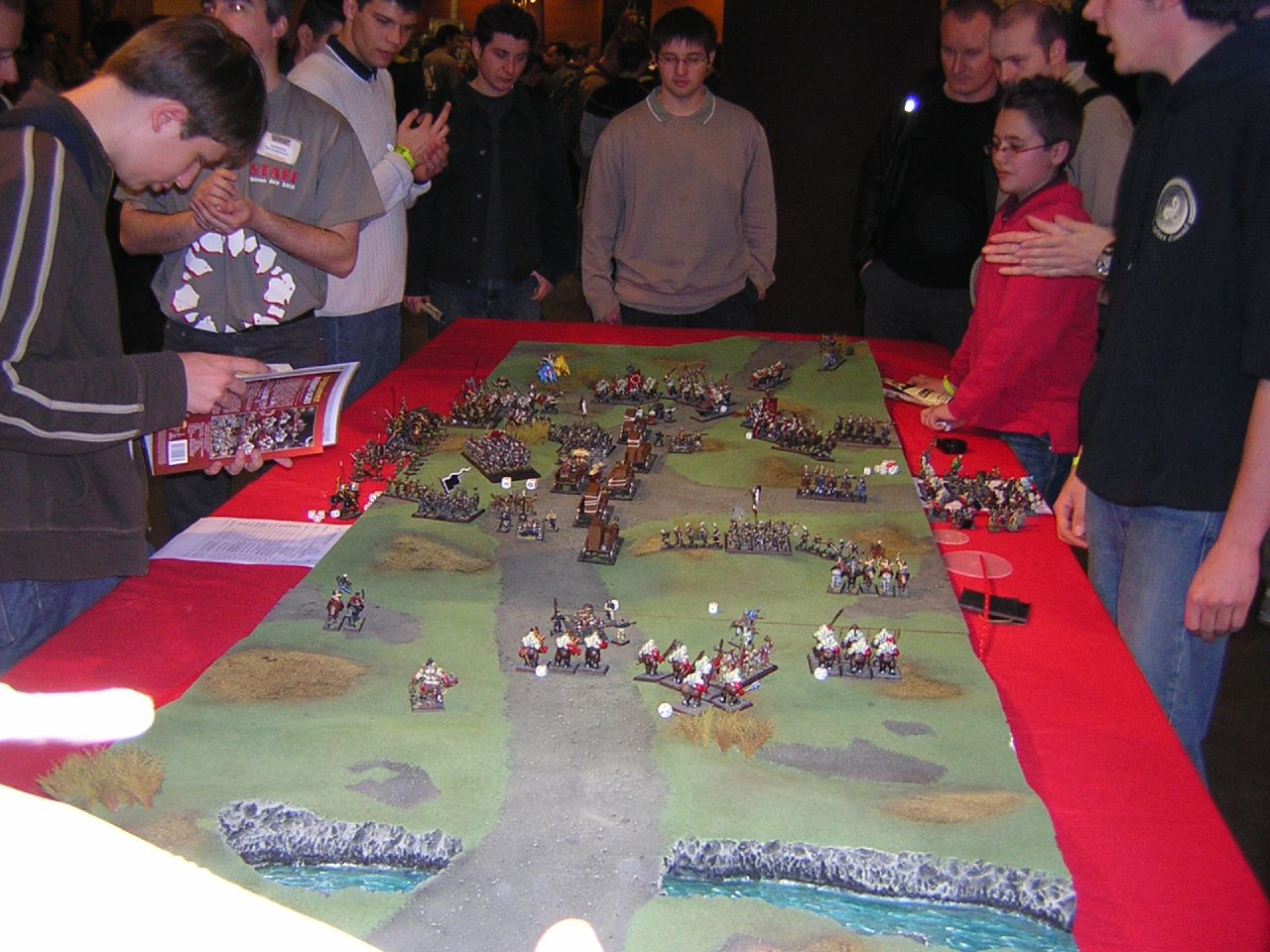
Jogo de miniaturas com figuras do jogo Warhammer Fantasy, um jogo de gênero Fantasia.

Jogo de miniatura (em inglês: Miniature wargaming) ou wargame de miniaturas é um tipo de WarGame jogado normalmente sobre uma mesa ou outra superfície plana que utiliza figuras em miniatura para representar unidades de tropas.

## Visão Geral
Jogos de miniaturas são jogados com modelos em miniatura que representam soldados, artilharia e veículos em um modelo de campo de batalha. Não são considerados jogos de tabuleiro pois não se usa um tabuleiro, mas uma superfície como uma mesa ou chão.
A grande maioria dos jogos são baseados em turnos, os jogadores se revezam para mover suas peças e declaram ataques a seus oponentes. A movimentação das peças é medida com uma Trena, enquanto o resultado das lutas é decido pelo use de dados. Muitas vezes um cenário é colocado no campo de batalha como obstáculo.
Os jogos podem possuir diversos gêneros, podendo estes serem históricos, de fantasia ou ficção científica. Cada um irá decidir qual tipo de peças que poderão ser usadas no campo de batalha. Na maioria dos sistemas de regras, o modelo em si pode ser irrelevante no que diz respeito às regras; o que realmente importa são as dimensões da base na qual o modelo está montado e o que ele representa segundo as regras, embora modelos na grande maioria são usados pois oferecem uma maneira visualmente agradável de identificar as unidades no campo de batalha.

## Histórico

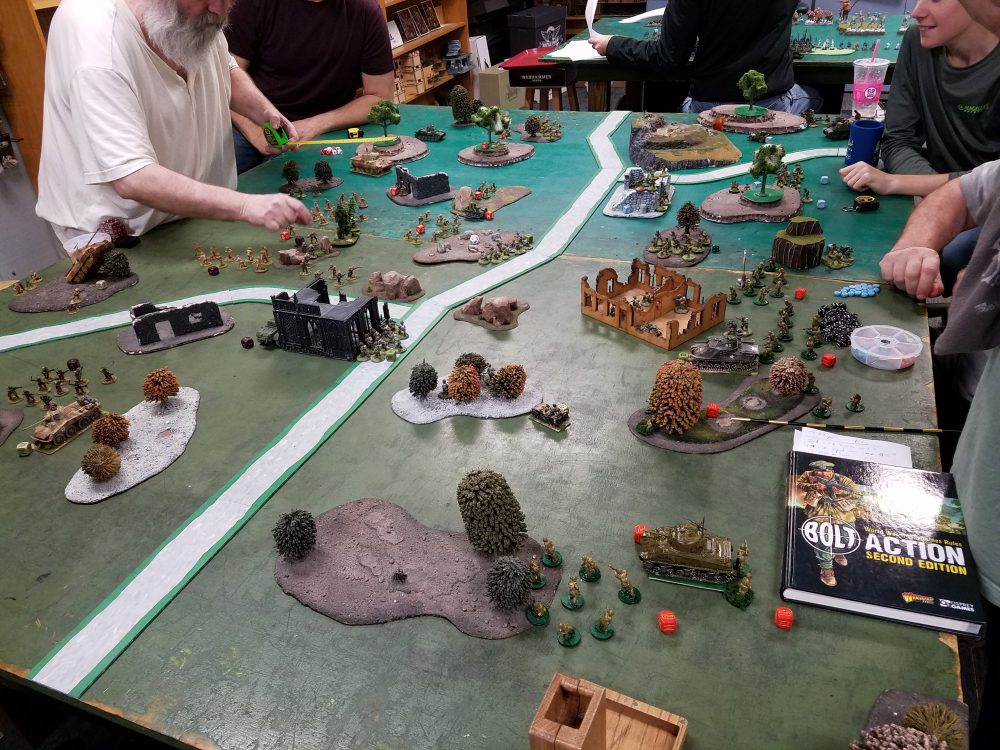
Partida de Bolt Action. Jogo de miniatura com temática de Segunda Guerra Mundial.

O wargame mais antigo conhecido é o Kriegsspiel, criado pelo Exército Prussiano no Século XIX como treinamento militar para oficiais. O escritor inglês H.G. Wells é considerado o criador do conceito moderno de jogo de miniatura. Em seus livros "Floor Games (1911) e "Little Wars (1913)" o autor criou conceitos utilizados até hoje.
Jogos de miniatura cresceram no período pós-guerra, o que levou a publicação de vários sistemas de regras e fabricantes de peças. Em 1971 o entusiasta de wargames Gary Gygax publicou seu sistema baseado em guerras medievais chamado Chainmail. O jogo ainda possuía um suplemento que adicionava regras para magia e criaturas fantásicas, como forma de emular o gênero da Fantasia. Chainmail depois levaria à gênese dos Role-playing games (RPG), como a criação de Dungeons & Dragons, onde jogadores controlavam apenas uma unidade ao invés de várias (com exceção do mestre de jogo), e o jogo passa a ter um foco em contar a história ao invés do combate.
Em 1983 a companhia britânica Games Workshop inovou a lançar o jogo de miniatura Warhammer Fantasy Battle, que encorajava os jogadores a usarem modelos proprietários, antes disso os conjuntos de regras de jogos de miniatura eram projetados para usar modelos genéricos que podiam ser comprados de qualquer fabricante. A Games Workshop inicialmente criou o jogo para ser jogado com as peças de miniatura que a empresa fabricava para Dungeons & Dragons, e tinham um caráter genérico, mas com tempo o cenário foi expandido para ter personagens originais com design e estética distintos, o que encoraja os jogadores a usarem os modelos de Warhammer, embora ainda era possível usar modelos de terceiros. Em 1987 foi lançado Warhammer 40.000, uma versão de Ficção científica de Warhammer, que permitia apenas modelos proprietários. Warhammer 40.000 se provou um imenso sucesso, e é considerado como o jogo de miniaturas mais popular no mundo.

## Escalas
Tamanhos populares e relações de escala razoavelmente compatíveis
| mm    | 54   | 45   | 28   | 25   | 20   | 15    | 12    | 10    | 6     | 3     | 2     |
| scale | 1:32 | 1:35 | 1:64 | 1:72 | 1:76 | 1:100 | 1:144 | 1:161 | 1:300 | 1:600 | 1:914 |

As escalas: O (1:48), HO (1:87) e N (1:160), são populares entre os praticantes de ferromodelismo. Algumas dessas escalas são razoavelmente proporcionais às figuras menores, e podem ser combinadas com elas em dioramas dos dois passatempos. Por exemplo: a escala N e as miniaturas de 10 mm normalmente formam uma boa combinação em jogos de miniaturas.